# Todos Santos (Baja California Sur)
Todos Santos es una población mexicana ubicada en el municipio de La Paz, en el estado mexicano de Baja California Sur, a unos 3 kilómetros del océano Pacífico y por el que cruza exactamente el trópico de Cáncer. Designado como pueblo Mágico, Todos Santos se encuentra a 81 km de la ciudad de La Paz y a 85 km al norte de la ciudad de Cabo San Lucas.
Su clima es templado (debido a la bondad de su clima se le conoce como "La Cuernavaca del Estado de Baja California Sur").[cita requerida] Cuenta con un oasis que ha mantenido prosperidad de cultivos frutales (en especial el mango, la papaya y el aguacate) y que permite la proliferación de palmeras y otra vegetación diferente a la del bosque xerófito que predomina en los alrededores. Hay varias playas cercanas, entre ellas, San Pedrito, Los Cerritos, Los Esteros, Punta Lobos, La Poza y Batequitos. Por su fuerte oleaje estas playas son ideales para la práctica del surf.

## Historia

### Época misionera

#### Exploración y establecimiento de lavisita

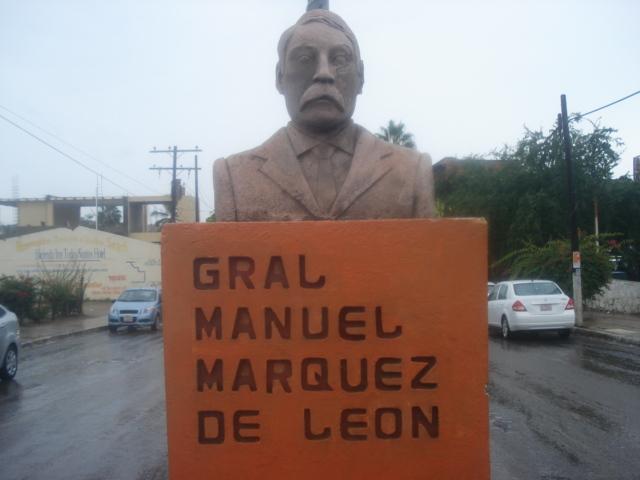
Busto a Manuel Márquez de León

El primer europeo en descubrir el oasis fue el misionero jesuita Jaime Bravo, quien observó que había tribus nómadas de guaicuras que aprovechaban el agua y recogían conchas de la costa. Bravo era el misionero encargado de la misión de Nuestra Señora del Pilar de la Paz de Airapí desde su fundación en el 3 de febrero de 1720 y recorrió la región al sur de la misión, estableciendo tres sitios para catequizar a los guaicuras que habitaban la región. Uno de estos sitios fue denominado Todos Santos, y en el se estableció una visita o estación bajo la jurisdicción de la misión de Airapí en 1723. Además de ser visitada por los misioneros, el sitio suplía de agua así como frutas y verduras a la misión cabecera. En 1724 el misionero Lorenzo Carranco quedó como responsable de la visita de Todos Santos hasta 1726 en que dejó de asistirla.

#### Establecimiento de la misión jesuita
En 1733, el misionero jesuita Segismundo Taraval, nativo de la provincia de Lodi, Italia, ascendió a la visita en una misión independiente con el nombre de Santa Rosa de las Palmas de Todos Santos, en honor a doña Rosa de la Peña y Rueda, hermana de Gertrudis de la Peña, marquesa consorte de Villapuente de la Peña y marquesa de las Torres de Rada, natural de Muriedas, Cantabria, España, quien dio un donativo de 10 000 pesos a Juan Francisco Tompes, procurador de las misiones de Baja California. El dinero se utilizó no para su construcción sino para darle a la comunidad existente la categoría de misión.

#### Rebelión pericú
Poco después del establecimiento de la misión, inició la rebelión de los pericúes en el otoño de 1734; los indígenas guaicuras fueron implicados en la rebelión. La nueva misión fue destruida y el padre Taraval apenas salvó la vida y fue obligado a huir a la isla Espíritu Santo. La misión fue restablecida en 1735 tras una expedición encabezada por Manuel Huidobro, gobernador de Sinaloa, para calmar los ánimos de los indígenas. El lugar sirvió de cuartel militar para la Escuadra del Sur, lo que obligó a los pericúes a trasladar su lucha a las misiones de San José del Cabo y Santiago de los Coras Aiñiní.
No se sabe con certeza el sitio donde estaba localizada la misión jesuita. La iglesia actual fue construida por los frailes dominicos a mediados del siglo XIX. La versión más aceptada es que la misión estaba ubicada donde actualmente se encuentra la iglesia de Fátima.

#### Epidemias y traslación de neófitos
Una vez restablecida la misión tuvo poca relevancia. En 1742, 1744 y 1748 ocurrieron devastadoras epidemias de sífilis, viruela, y sarampión. En el sur de la península desaparecieron 5/6 partes de la población. Todos los indígenas pericúes que sobrevivieron en Todos Santos y San José fueron concentrados en Santiago de los Coras Aiñiní. 
En 1749, la falta de recursos, especialmente agua, obligó a los misioneros a abandonar la misión de Nuestra Señora del Pilar de la Paz de Airapí y los neófitos indígenas de La Paz fueron trasladados a la misión en Todos Santos. A consecuencia de la traslación, la misión cambió de santa patrona y ocupó el nombre de su antigua cabecera misional, siendo denominada Nuestra Señora del Pilar de Todos Santos.

#### Expulsión de los jesuitas
Los padres jesuitas atendieron la misión hasta el año 1768 hasta que se efectuó su expulsión de los dominios españoles. El misionero a cargo de Todos Santos (expulsado junto con otros 15 misioneros de la península) fue Juan Javier Bischoff. 
Consumada la expulsión, el virrey Carlos Francisco de Croix, de acuerdo con el visitador José de Gálvez, confió las misiones a los religiosos franciscanos. Llegaron los padres franciscanos, entre ellos Junípero Serra (asignado a Loreto), José Murguía (a cargo de Santiago), y Juan Ramos de Lora (enviado a Todos Santos). La confrontación entre las autoridades civiles (principalmente Gálvez y Barri) y religiosas se agravó en 1771, momento en que llegaron los frailes dominicos (Mariano Fernández, Jacinto Fiol y Gabriel González).

#### Enfrentamiento de Todos Santos
En 1822, el almirante Thomas Cochrane, a cargo de una escuadra chilena, envió dos buques, el Independencia y el Araucano, a la península para asegurar la independencia y recoger provisiones. El Araucano pasó a Loreto para abastecerse de provisiones mientras el Independencia, al mando del comodoro Wilkinson, zarpó en San José del Cabo. En San José el 17 de febrero, los chilenos divisaron un buque que izaba la bandera española y, creyendo haber encontrado un buque enemigo, atacaron y aprehendieron los tripulantes; el buque era en realidad un mercante mexicano, el San Francisco Javier, que hacía comercio entre la costa continental y las misiones bajacalifornianas y que navegaba con la bandera española para ser admitido por los misioneros, que aún ignoraban la independencia de México y creían seguir dependientes de España. Los tripulantes fueron tomados como rehenes y los chilenos procedieron al ataque y saqueo del poblado y el aprisionamiento de varias personas. Al siguiente día, Wilkinson devolvió lo que pudo del saqueo y dejó en libertad a los prisioneros; entre los aprisionados estaba José Antonio Cuartara, exgobernador del puerto de San Blas.
Cuartara informó de que en Todos Santos había un pequeño bergantín, propiedad de don Manuel Salgado, que podría dar la noticia del ataque de los supuestos corsarios chilenos, por lo que Wilkinson envió por tierra al teniente Jorge Campbell y un grupo de marineros para que echara a pique la embarcación. Los vecinos de San José del Cabo, con la intención de sabotear los planes de Wilkinson, les informaron que Todos Santos se encontraba a unas ocho leguas de distancia, siendo realmente más del doble de esa distancia. Los chilenos llegaron a Todos Santos días después, hambrientos y exhaustos, y fueron recibidos en la misión. De la misión, pasaron a la playa y echaron a pique el bergantín con facilidad y sin resistencia. Los todosanteños, al darse cuenta del daño causado al bergantín, enfrentaron a los intrusos, matando a varios de ellos y haciendo prisioneros a otros; los prisioneros fueron enviados a San Antonio. De este hecho, hay varias versiones.
En San José del Cabo, el gobernador de la provincia de Baja California, y comandante de armas de la jurisdicción del sur, teniente Fernando de la Toba fue obligado a jurar la independencia de México en la misión de San José del Cabo en el 25 de febrero de 1822.

### Época post-misionera
En 1840 la misión fue abandonada definitivamente por la escasa población de neófitos y  por las dificultades que tuvieron los padres para administrarla a su criterio.

#### Auge azucarero
En 1842, el gobernador Luis del Castillo Negrete por decreto redistribuyó las tierras que pertenecían a la iglesia. Hubo resistencia del padre Gabriel González acompañado de Manuel Márquez de León, José Matías Moreno, Felipe Montes, José Aviles, Ignacio Altamirano, Juan José Cota y otros más, le presentaron batalla a las fuerzas del gobierno. El 4 de febrero de ese año se libró una batalla en Todos Santos, donde finalmente fueron derrotados por el gobierno. En calidad de prisioneros fueron trasladados a Mazatlán.
A partir de entonces Todos Santos vivió el periodo más importante de crecimiento económico cuando se formaron varios ingenios azucareros (en su auge hubo 8 ingenios). En ese entonces se construyeron edificios de tipo colonial. Con la construcción de dos teatros, Todos Santos se convirtió en lugar de artistas y personas relacionadas con las artes. 
También es importante mencionar la producción de flores como una de las principales actividades económicas de la época.

### Invasión norteamericana de 1846 a 1848
Durante la invasión norteamericana a la Baja California, en los años de 1846 a 1848, la participación de los todosanteños fue muy significativa. Por un lado Manuel Márquez de León que combatió en el estado de Sinaloa, y por otro, el padre Gabriel González, a quien lo consideran como uno de los más ardientes defensores de la península. No obstante que después del 29 de febrero de 1848 se habían suspendido las hostilidades con base en el Tratado de Guadalupe, los grupos defensores de nuestra soberanía continuaron luchando contra el enemigo hasta el mes de marzo de ese año.
Todos Santos fue la última población en rendirse, no sin antes presentarle una tenaz oposición a las fuerzas del coronel Burton y del capitán Naglee. Allí fue capturado el P. Gabriel González. Refiriéndose a este último combate, la historiadora Ángela Moyano Pahisa dice lo siguiente: Después de esta última campaña, las fuerzas norteamericanas regresaron a La Paz, el 12 de abril de 1848. La conquista de la Baja California había terminado. ¡ Necesitaron seis meses para doblegar a los patriotas de Baja California Sur ! Un ejército poderoso, con todos los adelantos de la técnica militar... Seis meses fueron necesarios para conquistar Baja California Sur, una tierra paupérrima y escasamente poblada, pero cuyos habitantes eran fieros guerreros decididos a permanecer mexicanos...
No obstante, según fuentes bien documentadas, Todos Santos, Baja California Sur, nunca fue dominado por los estadounidenses. Hay evidencia de que todavía en 1848, cuando el congreso mexicano ya había firmado los tratados de Guadalupe Hidalgo concediendo la pérdida de la guerra, y por tanto cediendo los territorios a EE. UU., la población de Todos Santos seguía repeliendo con éxito el ataque invasor. Es claro que ciudades como La Paz, Cabo San Lucas y Rosarito ya habían sido dominadas por la superioridad militar de los invasores, pero Todos Santos nunca fue ocupada.
Es importante recordar que esos tratados, promovidos por Antonio López de Santa Anna y firmados por el Congreso Mexicano, que repudió ver ondear la bandera de las estrellas y las barras en Palacio Nacional el 16 de septiembre de 1847, incluían la cesión de la Península, además de los territorios que van desde California hasta Texas. Sin embargo, fue el patriotismo de los sudcalifornianos la que impidió que el congreso norteamericano aprobara la anexión de la península. Además de la imposibilidad que tuvieron los invasores de apropiarse de Todos Santos, los americanos nunca pudieron conquistar Mulegé. En una breve escaramuza, los invasores cedieron ante la gallardía de las mujeres y los niños muleginos, quienes los repelieron con agua y aceite hirviendo. 
En 1857, el presidente Ignacio Comonfort decretó que todos los terrenos vendidos por jefes políticos o gobernadores de Baja California desde 1821 serían considerados nulos en tanto no obtuvieran la ratificación del supremo gobierno, dando seis meses para el trámite, pasando a poder del gobierno los que no cumplieran dentro del tiempo. La mayoría de los rancheros  sudcalifornianos no tenían comprobantes de sus propiedades que les habían pertenecido ya por muchos años; Muchas personas decidieron abandonar sus tierras y un ejemplo de esta migración es de 35 personas de la municipalidad de Todos Santos que migraron a las islas de Hawái que en ese tiempo aún eran consolidadas en el reino de Hawái.

### Guerra de Reforma
El ayuntamiento de Todos Santos organizó algunas fuerzas en 1857 y se unió a las de San José, trasladándose a La Paz para contraponerse al Plan de Tacubaya. Este movimiento lo organizaban y dirigían el general Manuel Márquez de León, Mauricio Castro, Pablo Gastélum e Ildefonso Green.

### Categoría de Pueblo

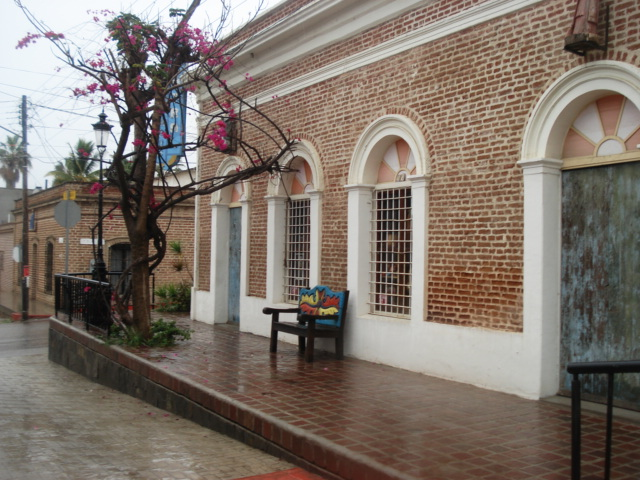
Edificios restaurados en el pueblo.

En 1849, por decreto del jefe político coronel Rafael Espinoza, las comunidades de Todos Santos, San Antonio y La Paz pasan a formar parte de los siete distritos o municipalidades que conformaban el Territorio de Baja California Sur.
El jefe político, Manuel Amado, dispuso en 1858 que las comunidades; de Todos Santos, San Antonio, San Bartolo y El Rosario, entre otras, se erigieran en pueblos.

### Invasión francesa
Todos Santos ofreció el "contingente de sangre" en la guerra contra los franceses en 1862, según lo atestigua el presidente municipal de ese entonces, Gregorio Villarino. Algunos de los ciudadanos enlistados fueron Atanasio Villarino, Victorino Legaspi, Avelino Cota, Pedro Amador, Benigno Avilés, Antonio Espinoza y veintiséis más.
En un párrafo de su comunicado, el señor Villalrino dice: Grande ha sido el entusiasmo con que esta municipalidad ha recibido la disposición de usted, y el corazón se conmueve de júbilo al ver retratado en los semblantes de todos el fuego del patriotismo y el deseo ardiente de no ser los últimos en tener la gloria de disparar sus fusiles sobre el enemigo invasor...

### Oposición al régimen huertista
La oposición al régimen huertista fue dirigida por Félix Ortega Aguilar, dando fuerte resistencia. Los orteguistas ocuparon la plaza de Todos Santos el 30 de octubre de 1913 enfrentándose 148 hombres contra 200 federales durante 18 horas. Los orteguistas hicieron al enemigo 14 muertos y 5 heridos, pero a falta de parque tuvieron que escapar y retirarse a la Sierra de Las Vinoramas.

### Sequía
La prosperidad de los ingenios azucareros duró cien años hasta que las sequías y la baja de los precios del azúcar después de la Segunda Guerra Mundial provocaron que la industria decayera. Poco a poco desaparecieron los ingenios cerrándose el último de ellos en 1974 . En los años siguientes, el pueblo sufrió decadencia económica y muchas de las casas fueron abandonadas. 
A partir de 1950, también desaparecieron los cultivos de flores.
Con la desaparición de estas actividades nació otra: el cultivo de mango y aguacate. Los plantíos de mango,fueron afectados por la plaga de la mosca mexicana de la fruta, que fue combatida por fumigaciones aéreas que iniciaron en mayo de 1991., y posteriormente por la liberación de moscas estériles en los años 1992 y 1993.  La producción de aguacate y mango también fueron afectadas por la plaga llamada fumagina , que cubría las plantas con una goma mielosa que las ponía negras, aparte de ello, la producción de aguacate también fue afectada por un hongo que aparecía en la corteza de que emvuelvia al hueso, o semilla, todo ello 1999 había gran cantidad de huertos de mangos y agucateros, pero las plagas y la regularización y titulación de tierras ejidales y de la pequeña propiedad provocaron una gran demanda de compra venta de ellas,y por consecuencia el cambio de uso de suelo agrícola a residencial.
En 1981, terminó la falta de agua y se volvieron a iniciar las siembras de gran variedad de verduras y frutas. Actualmente proliferan los cultivos de pepino y chile poblano.

## Arte
Todos Santos se ha distinguido por su vocación cultural, ha sido cuna de pintores, escultores, artesanos, poetas e intelectuales. A finales de los 1990 el sitio fue elegido por pintores y escritores de origen americano como lugar de descanso, y muchos de ellos han establecido ahí su residencia. Actualmente cuenta con alrededor de veinte galerías de arte y escultura, así como numerosas tiendas especializadas en artesanías de estilo mexicano. 

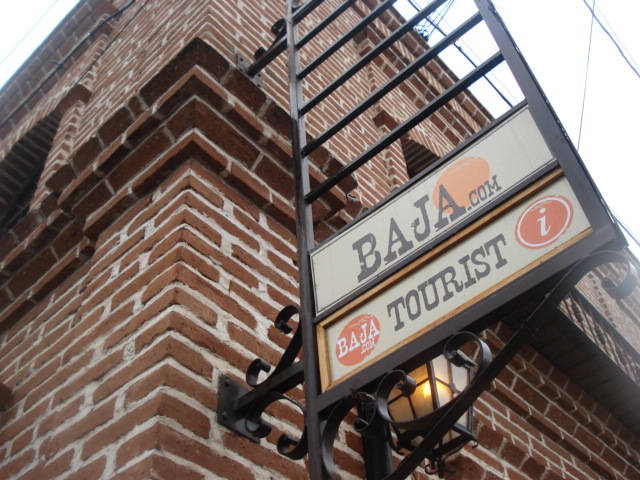
Tiendas turísticas en Todos Santos

## Turismo
En el año 2006, se logró darle el reconocimiento de Pueblo Mágico de México a Todos Santos por parte de la Secretaría de Turismo. Se cuenta con un festival en el mes enero El Festival de Música, en febrero El Festival del Arte (con conciertos, bailables y exposiciones) y El Festival de Cine Todos Santos, El Festival del Vino en el Mes de mayo, en agosto El Festival del Mango, sus fiestas patronales el 12 de octubre, y  el Festival del Champágine en noviembre del 2014 "Cine Francés".
Un atractivo muy importante para el turismo extranjero, es el Hotel California, el cual según cuenta la leyenda urbana es el que inspiró al grupo The Eagles para escribir su famosa canción en 1976. 
En los años recientes, ha sufrido una fuerte migración extranjera y nacional; la primera, principalmente de Estados Unidos y Canadá; la segunda, de jornaleros traídos de Guerrero y Veracruz. La presencia de los extranjeros ha ocasionado cambios en la vida social del pueblo, el apropiamiento de los espacios céntricos, la compra de casas y terrenos y el afloramiento de negocios dedicados a la compraventa de bienes raíces. Hay una preocupación de los locales de que los extranjeros subordinen la cultura nacional a la suya, por lo que el reto de este pueblo en el futuro es que no se pierdan las tradiciones y que los extranjeros sepan respetar y se enriquezcan de manera incluyente no excluyente la cultura local.